# شهرستان شیانفنگ
شهرستان شیانفنگ (به لاتین: Xianfeng County) یک شهرستان‌های جمهوری خلق چین در چین است که در ولایت خودمختار انشی توجیا و میائو واقع شده‌است.
 شهرستان شیانفنگ ۲٬۵۵۰ کیلومتر مربع مساحت و ۳۶۴٬۰۰۰ نفر جمعیت دارد.